# Dinomenia hubrechti
Dinomenia hubrechti is een Solenogastressoort uit de familie van de Rhopalomeniidae. De wetenschappelijke naam van de soort is voor het eerst geldig gepubliceerd in 1902 door Nierstrasz.